# Euryproctus dakotaensis
Euryproctus dakotaensis är en stekelart som beskrevs av Davis 1897. Euryproctus dakotaensis ingår i släktet Euryproctus och familjen brokparasitsteklar. Inga underarter finns listade i Catalogue of Life.